# اورانژ مصر
اورانژ مصر (به انگلیسی: Orange Egypt) که قبلاً به‌عنوان موبینیل شناخته می‌شد، شرکت مخابرات مصری است، که در زمینه ارائه خدمات شبکه تلفن همراه، نسل چهارم و سوم شبکه تلفن همراه و خدمات اینترنتی فعالیت می‌کند. شرکت اورانژ مصر در سال ۱۹۹۸ راه‌اندازی شد. دفتر مرکزی این شرکت در شهر قاهره، مصر قرار دارد.